# Nguyễn Hiền (thiếu tướng)
Nguyễn Hiền (26 tháng 6 năm 1930 — 22 tháng 12 năm 2021) là một sĩ quan cao cấp của Quân đội nhân dân Việt Nam, hàm Thiếu tướng, nguyên Phó chủ nhiệm Chính trị, Quân khu 1.

## Khen thưởng
- Huân chương Lao động hạng Ba;
- Huân chương Quân công hạng Nhì;
- Huân chương Kháng chiến chống Pháp hạng Nhất;
- Huân chương Kháng chiến chống Mỹ, cứu nước hạng Nhất;
- Huy chương Chiến công hạng Nhất, Nhì, Ba;
- Huy chương Chiến sĩ vẻ vang hạng Nhất, Nhì, Ba;
- Huy chương Quân kỳ Quyết thắng;
- Huy hiệu 70 năm tuổi Đảng;

## Lịch sử thụ phong quân hàm
| Năm thụ phong | 1984                                            |
| ------------- | ----------------------------------------------- |
| Quân hàm      | Tập tin:Vietnam People's Army Major General.jpg |
| Cấp bậc       | Thiếu tướng                                     |